# Maxwell Anderson
James Maxwell Anderson (Atlantic, 15 dicembre 1888 – Stamford, 28 febbraio 1959) è stato uno scrittore statunitense.
Autore, poeta, giornalista e paroliere, membro fondatore della Playwrights' Company. Fu vincitore del Premio Pulitzer. James Maxwell Anderson è stato per due decenni uno dei drammaturghi più importanti del teatro americano dell'inizio del XX secolo, probabilmente il periodo di maggiore splendore del dramma americano. Alla sua morte, nel 1959, ha lasciato una produzione enorme, composta da 30 opere teatrali pubblicate, una raccolta di poesie, due raccolte di saggi o trattati e venti opere teatrali incompiute o inedite. Può essere considerato uno dei drammaturghi americani per antonomasia, sia per educazione sia per filosofia. Nonostante abbia trascorso gran parte della sua carriera di scrittore creativo a New York, si è dedicato all'America centrale con il cuore e l'anima. La sua carriera è stata fiorente dal 1923 al 1958, avendo numerosi successi a New York ed essendo paragonato a Eugene O'Neill.

## Biografia

### Giovinezza
Anderson nacque ad Atlantic, Pennsylvania, secondogenito degli otto figli di William Lincoln "Link" Anderson, un religioso battista, e di Charlotte Perrimela Stephenson, entrambi di origine scozzese e irlandese. Inizialmente la sua famiglia visse nella fattoria di Atlantic della sua nonna materna, poi si trasferì ad Andover, Ohio, dove suo padre divenne vigile del fuoco per la ferrovia locale mentre studiava per diventare ministro ecclesiastico. Si spostarono parecchio per assecondare gli impegni ministeriali del padre, mentre Maxwell era spesso malato, perdendo così buona parte dei suoi studi scolastici. Impiegò il tempo in cui era malato leggendo libri con voracità, ed il fatto che sia i suoi genitori sia sua zia Emma fossero degli scrittori di racconti fece crescere ulteriormente l'amore di Anderson per la letteratura.
All'età di undici anni, durante una visita a sua nonna presso la casa di campagna di Atlantic, Anderson conobbe il primo amore della sua vita, Hallie Loomis, una ragazzina poco più grande proveniente da una famiglia più abbiente. La sua storia autobiografica, Morning, Winter and Night, narra di stupri, incesti e sadomasochismo nella casa di campagna. Lo pubblicò sotto lo pseudonimo di John Nairne Michealson, per evitare di offendere la sua famiglia. Gli Anderson si trasferirono molte volte: nell'Ohio ad Andover e a Richmond Center, mentre in Pennsylvania a Townville, ad Edinboro, a McKeesport, a New Brighton e a Harrisburg. Infine, nel 1907, si stabilirono a Jamestown (Dakota del Nord), dove Anderson studiò presso la Jamestown High School, diplomandosi nel 1908.

### Giornalismo
Nel 1908 entrò alla University of North Dakota, dove ricevette un diploma artistico in Letteratura Inglese l'11 giugno 1911. Nel periodo degli studi fu presentato al "Dacotah Annual" e divenne un membro attivo della società letteraria "Ad Altiora" e allo stesso tempo nominato vice presidente della "Sock and Buskin Dramatic Society". Per mantenersi lavorò come cameriere e copista notturno per il quotidiano Grand Forks Herald. Dopo la laurea, insegnò brevemente e fu nominato preside della scuola superiore di Minnewaukan, sempre nel Nord Dakota, dove insegnò anche inglese. Fu licenziato nel 1913 per aver espresso commenti pacifisti ai suoi studenti.
Nell'autunno del 1913 si iscrisse alla Stanford University vicino a Palo Alto, in California, ottenendo una Laurea magistrale in Letteratura Inglese nel 1914. Rimase all'università per tre anni, come insegnante di inglese e nel 1917 passò al Dipartimento di Inglese del Whittier College di Whittier), una istituzione scolastica gestita da quaccheri situata nella Contea di Los Angeles. Fu licenziato ancora una volta, alla fine del suo primo anno, a causa delle sue opinioni pacifiste e per le dichiarazioni pubbliche che fece per conto e in difesa di un suo studente incarcerato, Arthur Camp, che cercava lo status di obiettore di coscienza. Anni dopo, in due suoi lavori (Valley Forge del 1934 e Knickerbocker Holiday del 1938), Anderson si prese la sua vendetta, descrivendo in maniera satirica la setta dei Mormoni, che dovrebbe essere ispirata da principi pacifisti.
Le opinioni politiche continuarono a metterlo nei guai anche quando, lasciato l'insegnamento, entrò a far parte delle redazioni giornalistiche. A Palo Alto, dove scriveva per il San Francisco Evening Bulletin fu licenziato per aver messo in dubbio in un editoriale la capacità della Germania di pagare le spese di guerra. Nel 1918 l'economista Alvin Saunders Johnson (1874 - 1971) gli offrì di trasferirsi a New York per scrivere di politica sul The New Republic, ma anche qui fu licenziato, dopo aver vinto una disputa contro il capo-redattore Herbert David Croly. Tra i giornali per cui scrisse negli anni successivi alla prima guerra mondiale ci sono il The Grand Forks Herald, The San Francisco Chronicle, The San Francisco Bulletin, The New Republic of New York, The New York Globe ed il New York World. Nel 1924 fu membro fondatore di Measure, una rivista dedicata alla poesia in versi.

### Opere teatrali
Anderson aveva già iniziato a scrivere commedie teatrali negli anni della scuola e questi lavori giovanili prefigurano già le commedie storiche che scriverà in seguito, con ambientazioni elisabettiane e dialoghi e canzoni in versi. Il suo grande amore per la musica, risultato di influenze familiari, è evidente in opere come Truckline Café, per il quale ha composto una delle canzoni ed è ulteriormente dimostrato dalla stesura dei libretti per "Knickerbocker Holiday", "Lost in the Stars" e testi per le musiche di Kurt Weill.
Scrisse la sua prima opera teatrale, White Desert del 1923, in versi, perché era stanco di commedie in prosa "che non si sollevavano da terra". La commedia, come anche la successiva Holy Terror, scritta con George Abbott, fu un fallimento e Anderson abbandonò temporaneamente il suo sogno di portare la tragedia poetica sul palcoscenico americano. White Desert ebbe solo dodici spettacoli ma attirò l'attenzione di Laurence Stallings, critico e recensore del New York World. Dalla collaborazione fra i due nacque nel 1924 "What Price Glory?", che ebbe grande successo, di pubblico e di critica. Con le sue oltre 430 rappresentazioni permise ad Anderson di ritirarsi definitivamente dall'attività giornalistica e di dedicare tutte le sue energie alla scrittura per il teatro. In molti degli spettacoli teatrali scritti in seguito prese spunto da temi storici e sociali e scrisse anche una raccolta di poesie intitolata You Who Have Dreams. Le successive due commedie, entrambe del 1925, furono indicative su come sarebbe stata la sua futura carriera: First Flight (su Andrew Jackson) e The Buccaneer (sul pirata Henry Morgan). Seguì un'altra commedia di successo, Saturday's Children (1927), un dramma sui problemi coniugali di una giovane coppia.
Anche se era tornato alle tragedie che amava, non aveva ancora abbastanza fiducia in sé stesso per tentare un'altra rappresentazione in versi. Con questa consapevolezza scrisse Gods of the Lightning, dramma in tre atti basato sul caso Sacco e Vanzetti, conclusosi l'anno precedente. Poi ebbe una sorta di rivelazione: la tragedia in versi non avrebbe mai avuto successo se fosse stata ambientata nei tempi e nei luoghi della rappresentazione! Si rese conto che non c’era una tragedia di Eschilo, Sofocle, Euripide, Shakespeare, Corneille o Racine che non avesse ricevuto un vantaggio dalla sua lontana ambientazione. Con questo concetto ben presente compose due drammi in versi di grande successo: Elizabeth the Queen (1930) e Mary of Scotland. Ma il suo traguardo doveva ancora arrivare.
Elizabeth the Queen era stata scritta per Alfred Lunt e Lynn Fontanne e quando la messa in scena a Philadelphia si rivelò un disastro questi chiesero ad Anderson di fare delle correzioni. Ma non arrivò niente. Anche quando la commedia passò a Baltimora la sceneggiatura non era stata sistemata. Alla fine Anderson si presentò, il giorno dopo di alcune piogge torrenziali. I cambiamenti erano geniali, anche se si erano fatti aspettare. Anderson si scusò e fece una confessione alquanto curiosa: non poteva scrivere se non pioveva. E non stava scherzando. Nella sua tenuta nella contea di Rockland, New York, fece installare un sistema antincendio sul tetto dello studio in modo da poter sentire il suono della pioggia che cadeva anche sotto il cielo più limpido. Anderson aveva anche un lato populista, anche se era sempre preoccupato per le lotte morali interne.
Nel 1935 Anderson infranse la sua regola appena scoperta, componendo Winterset. La tragedia, scritta in forma poetica, affrontava nuovamente la storia vera di Sacco e Vanzetti, già protagonista di Gods of the Lightning e ambientata nell'America contemporanea, dato chi i due anarchici italiani erano stati giustiziati appena otto anni prima. A differenza del suo precedente tentativo, Winterset è probabilmente la tragedia in versi di maggior successo di Anderson. Con questa opera vinse nel 1935 il primissimo "New York Drama Critics Circle Award", che vinse nuovamente l'anno dopo per High Tor. Winterset e Key Largo, del 1939 e che parla di un uomo in lotta per la redenzione dopo un atto di codardia, sono stati entrambi trasformati in film molto apprezzati: Sotto i ponti di New York, del 1936 e L'isola di corallo, del 1948. Per alcuni critici "Winterset" fu considerato eccessivamente poetico.
Alla fine degli anni trenta Anderson collaborò con il compositore Kurt Weill scrivendogli i libretti per due musical: Knickerbocker Holiday (1938), ambientato nei primi giorni di New York City e caratterizzato dalla popolare canzone September Song e Lost in the Stars (1940), un adattamento del romanzo anti-apartheid Cry, the Beloved Country di Alan Paton. Seguì un lungo periodo di aridità artistica, che terminò nel 1954 quando Anderson ebbe un grande successo con l’adattamento di The Bad Seed, un romanzo di William Marsh su una bambina malvagia, ma che fu il suo ultimo successo.

### Pubblicazioni e riconoscimenti
Nel 1939 pubblicò The Essence of Tragedy, la prima opera teorico sistematica della tragedia scritta di un drammaturgo americano. Fu scritta originariamente per essere letta ad una riunione della Modern Language Association a New York nel gennaio 1938, e fu inclusa nel suo libro Off Broadway: Essays about the Theater, una raccolta di saggi sul teatro. Nel 1972 fu pubblicata Notes on a Dream, una sua collezione di poesie.
Nel 1946 la Columbia University gli conferì un dottorato onorario in lettere. Nel 1954 fu insignito della medaglia d'oro al dramma dal National Institute of Arts and Letters. Nel 1958, in occasione del 75º anniversario della fondazione dell'Università del North Dakota, gli fu conferito un dottorato in Lettere. Troppo malato per partecipare alla cerimonia, la laurea fu concessa in sua assenza.

### Vita privata
Anderson sposò il 1º agosto 1911 Margaret Haskett, sua compagna di studi. Il matrimonio ebbe luogo nella fattoria della famiglia Haskett nel Nord Dakota. La coppia ebbe tre figli Quentin, Alan e Terence. Margaret morì di cancro il 26 febbraio 1931 e nell'ottobre del 1933 Anderson iniziò una convivenza con Gertrude "Mab" Higger. Da questa relazione, il 2 agosto 1934, nacque la figlia Hesper. Gertrude Higger si suicidò il 21 marzo, 1953. Sua figlia Hesper Higger, fra l'altro sceneggiatrice del film Figli di un dio minore, scrisse un libro South Mountain Road: A Daughter's Journey of Discovery sulla sua scoperta, avvenuta solo dopo la morte della madre, del fatto che i suoi genitori non si erano mai sposati. Anderson si sposò di nuovo con Gilda Hazard il 6 giugno 1954. Morì a Stamford, nel Connecticut, il 28 febbraio 1959, due giorni dopo aver subito un ictus. Dopo essere stato cremato fu sepolto nel cimitero della famiglia Anderson a Meadville, nella contea di Crawford in Pennsylvania.
Il figlio maggiore, Quentin Anderson (1914–2003) che era nato a Minnewauken, North Dakota, è stato un critico letterario, storico della cultura e professore alla Columbia University dal 1939 al 1981. Aveva studiato alla Columbia University (Bachelor of Arts nel 1937 e Dottorato nel 1953) e ad Harvard (M.A., 1945). Fu un esperto della letteratura americana del XIX secolo e scrisse libri come L'americano Henry James (1957), The Imperial Self (1971) e Making Americans (1992).

## Opere

### Opere teatrali e musical
- White Desert (1923)[4]
- What Price Glory? (1924) - dramma di guerra da cui fu tratto il film Gloria
- First Flight (1925) - scritto con Laurence Stallings
- The Buccaneer (1925)
- Outside Looking In (1925)
- Saturday's Children (1927)
- Gods of the Lightning (1929) - scritto con Harold Nickerson - commedia ispirata al caso di Sacco e Vanzetti
- Gypsy (1928) (da non confondere con l'omonimo musical di Arthur Laurents)
- Elizabeth the Queen (1930) - dramma storico in versi
- Night Over Taos (1932)
- Both Your Houses (1933) - Premio Pulitzer per la drammaturgia[1]
- Mary of Scotland (1933) - dramma storico in versi
- Valley Forge (1934)
- Winterset (1935) - tragedia in versi ispirata al caso di Sacco e Vanzetti
- The Masque of Kings (1936)
- The Wingless Victory (1936)
- Star-Wagon (1937)
- High Tor (1937) New York Drama Critics Circle Award
- The Feast of Ortolans (1937) - Dramma in un atto
- Knickerbocker Holiday (1938) - Testo della commedia e parole delle canzoni
- Second Overture (1938) - Dramma in un atto
- Key Largo (1939)
- Journey to Jerusalem (1940)
- Candle in the Wind (1941)
- The Miracle of the Danube (1941) - Dramma in un atto
- The Eve of St. Mark (1942)
- Your Navy (1942) - Dramma in un atto
- Storm Operation (1944)
- Letter to Jackie (1944) - Dramma in un atto
- Truckline Café (1946)
- Joan of Lorraine (1946)
- Anne of the Thousand Days (1948) - dramma storico in versi
- Lost in the Stars (1949) - Testo della commedia e parole delle canzoni
- Barefoot in Athens (1951)
- The Bad Seed (1954)
- High Tor - 1956 (TV score)
- The Day the Money Stopped (1958) - scritto con Brendan Gill
- The Golden Six (1958)

### Cinema
- Gloria (What Price Glory?), regia di Raoul Walsh (1926) – soggetto
- Saturday's Children, regia di Gregory La Cava (1929) – soggetto
- I due rivali (The Cock-Eyed World), regia di Raoul Walsh (1929) – storia
- All'ovest niente di nuovo (All Quiet on the Western Front), regia di Lewis Milestone (1930) – adattamento cinematografico e una scena
- Notte romantica (One Romantic Night), regia di Paul L. Stein (1930)
- Sempre rivali (Women of All Nations), regia di Raoul Walsh (1931)
- The Guardsman, regia di Sidney Franklin (1931)
- Pioggia (Rain), regia di Lewis Milestone (1932) – adattamento cinematografico
- Washington Merry-Go-Round, regia di James Cruze (1932) – soggetto
- Tutto pepe (Hot Pepper), regia di John G. Blystone (1933)
- La morte in vacanza (Death Takes a Holiday), regia di Mitchell Leisen (1934)
- Resurrezione (We Live Again), regia di Rouben Mamoulian (1934)
- I lancieri del Bengala (The Lives of a Bengal Lancer), regia di Henry Hathaway (1935)
- Maybe It's Love, regia di William C. McGann (1935)
- La rosa del sud (So Red the Rose), regia di King Vidor (1935)
- Maria di Scozia (Mary of Scotland), regia di John Ford (1936)
- Sotto i ponti di New York (Winterset), regia di Alfred Santell (1936)
- Il conte di Essex (The Private Lives of Elizabeth and Essex), regia di Michael Curtiz (1939)
- Saturday's Children, regia di Vincent Sherman (1940)
- Knickerbocker Holiday, regia di Harry Joe Brown (1944)
- The Eve of St. Mark, regia di John M. Stahl (1944)
- A la sombra del puente, regia di Roberto Gavaldón (1948)
- L'isola di corallo (Key Largo), regia di John Huston (1948)
- Giovanna d'Arco (Joan of Arc), regia di Victor Fleming (1948)
- Uomini alla ventura (What Price Glory), regia di John Ford (1952)
- Il giglio nero (The Bad Seed), regia di Mervyn LeRoy (1956)
- Il ladro (The Wrong Man), regia di Alfred Hitchcock (1956)
- La donna che visse due volte (Vertigo), regia di Alfred Hitchcock (1958)
- Gangster, amore e... una Ferrari (Never Steal Anything Small), regia di Charles Lederer (1959)
- Ben-Hur, regia di William Wyler (1959)
- Kötü tohum, regia di Nevzat Pesen (1963) – storia
- Anna dei mille giorni (Anne of the Thousand Days), regia di Charles Jarrott (1969) – storia
- Lost in the Stars, regia di Daniel Mann (1974) – storia
- Vi presento Joe Black (Meet Joe Black), regia di Martin Brest (1998) – soggetto

### Televisione
- Winterset, regia di Ernest Colling – film TV (1945)
- The Masque of Kings, regia di Maxwell Anderson – film TV (1946)
- Kraft Television Theatre – serie TV, episodio 3x23 (1950)
- The Philco Television Playhouse – serie TV, episodio 3x01 (1950)
- Lux Video Theatre – serie TV, episodio 1x01 (1950)
- Pulitzer Prize Playhouse – serie TV, 5 episodi (1950-1951)
- Celanese Theatre – serie TV, episodi 1x03-1x13 (1951-1952)
- Omnibus – serie TV, episodi 1x01-1x05 (1952)
- Shower of Stars – serie TV, episodio 1x04 (1954)
- BBC Sunday-Night Theatre – serie TV, episodio 6x25 (1955)
- Ford Star Jubilee – serie TV, episodio 1x07 (1956)
- The Alcoa Hour – serie TV, episodio 2x03 (1956)
- Playhouse 90 – serie TV, episodio 1x17 (1957)
- TV de Vanguarda – serie TV, episodio 6x06 (1957)
- ITV Play of the Week – serie TV, episodio 3x30 (1958)
- Grande Teatro Tupi – serie TV, episodio 9x24 (1959)
- Johanna aus Lothringen, regia di Michael Kehlmann – film TV (1959)
- Vintersolhverv, regia di Edvin Tiemroth – film TV (1959) – storia
- Winterset, regia di George Schaefer – film TV (1959) – storia
- Play of the Week – serie TV, episodio 2x30 (1961)
- Festival – serie TV, episodi 2x13-7x03 (1962, 1966)
- Golden Showcase – serie TV, 1 episodio (1962)
- Vintersolhverv, regia di Knut M. Hansson – film TV (1963) – storia
- Playdate – serie TV, episodio 3x01 (1963)
- The Star Wagon, regia di Karl Genus – film TV (1966) – storia
- Barefoot in Athens, regia di George Schaefer – film TV (1966) – storia
- Elizabeth the Queen, regia di George Schaefer – film TV (1968) – storia
- Teatro de siempre – serie TV, 1 episodio (1970)
- Valley Forge, regia di Fielder Cook – film TV (1975) – storia
- Il seme del male (The Bad Seed), regia di Paul Wendkos – film TV (1985)  – storia
- The Bad Seed, regia di Rob Lowe – film TV (2018) – storia
- The Bad Seed Returns, regia di Louise Archambault – film TV (2022) – soggetto

### Composizioni musicali più conosciute
(Composte insieme a compositori quali Kurt Weill e Arthur Schwartz)
- September Song (da Knickerbocker Holiday), di gran lunga la più famosa composizione musicale di Anderson
- Lost in the Stars (da Lost in the Stars)
- Cry, The Beloved Country (da Lost in the Stars)
- When You're in Love
- There's Nowhere to Go but Up
- It Never Was You
- Stay Well
- Trouble Man (da Lost in the Stars)
- Thousands of Miles

### Libri
- You Who Have Dreams - 1925 - poetry a book of poetry
- The Essence of Tragedy and Other Footnotes and Papers - 1939 - saggi
- Off Broadway Essays About the Theatre - 1947 - saggi
- Notes on a Dream - 1972 - poesia